# Деньги Вперёд (группа)
«Деньги Вперёд» (полное название — Одесский музыкальный кооператив «Деньги Вперёд», вариант названия — Феликс Шиндер и Деньги Вперёд) — украинская фолк-группа, основанная Феликсом Шиндером в 2014 году в Одессе. Определяют свой стиль как «Odessa Gangsta Folk», соединение хулиганского городского фольклора Молдаванки, клезмера, балканских ритмов и особого «одесского юмора», называют себя «музыкальными хулигангстерами». Лидер группы, Феликс Шиндер, которого многие именуют «королём одесского фольклора», пропагандирует в музыке свободу и называет творчество группы «одесским рок-н-роллом».

## История
История группы начинается со знакомства Феликса Шиндера , путешественника, любителя «дорожного» блюза и «ортодоксального хулигана», как он сам себя называет, с гитаристом Евгением Кучуркой, а также путешественником, барабанщиком Александром Ткаченко (по прозвищу «Доктор Трюкаченко»). Феликс собирает первую панк-рок группу, а в 2010 году создаёт блюз-группу «ХайВэй» . Воодушевлённый блюзом и философией хиппи, коллектив выступает в основном в андеграунде, а в свои первые туры «ХайВэй» ездят преимущественно автостопом, играя рок-н-ролл и блюз на губной гармошке на улицах и в дороге.
Затем Феликс начинает экспериментировать с одесской фольклорной музыкой.  С музыкантами объезжает с уличными концертами побережье Израиля, «исполняя блюзы, рок-н-роллы, конечно, одесский фольклор», вскоре приглашает в свой состав аккордеониста.
Летом 2014 года Феликс переименовывает коллектив в «Деньги Вперёд». Сам Шиндер рассказывает, что название пришлось сменить из-за того, что однажды после концерта группу оставили без обещанного гонорара. Также по словам Феликса идея названия «Деньги Вперёд» появилась у него экспромтом ещё в 2013 году в связи с участием в конкурсе одесских песен.
В результате «банда» насчитывает уже семь человек и начинает называться «одесским музыкальным кооперативом». В дальнейшем сами музыканты объясняют такое определение тем, что они создают не только музыку, но и перформанс.
Осенью 2014 года группа принимает участие в открытии Международного фестиваля «Odessa Jazz Fest», а Феликс Шиндер сотрудничает с основателем фестиваля, известным джазовым пианистом Юрием Кузнецовым.
Коллектив приобретает популярность в Одессе, его начинают приглашать на фестивали различной тематики и в столицу. В это время организацией концертов Феликс Шиндер занимается самостоятельно. Вскоре к «музыкальному кооперативу» присоединяется Виктор Лиходько в качестве директора группы.
В марте 2015 года Феликс Шиндер со своим гитаристом выступают на популярном телевизионном шоу «Голос країни», где привлекает пылкое внимание судей и публики исполнением авторской песни Глеба Горбовского «Когда качаются фонарики ночные» в необычной аранжировке, и в команде Святослава Вакарчука Феликс выходит в финал пятого сезона этого шоу.
Феликса Шиндера начинают называть «королём одесского фольклора». «Деньги Вперёд» становятся музыкальным лицом Одессы — коллектив приглашают с концертами именно как «одесских» артистов.
В коллектив приходит новый тромбонист. Группа выступает на открытии 6-го Одесского международного кинофестиваля
, становится участником фестиваля «Джаз Коктебель», к тому времени у Феликса Шиндера уже на счету выступления на одной сцене с Нино Катамадзе, Майклом Найманом, Святославом Вакарчуком, СКАЙ, Garden City Movement, совместно с Олегом Скрипкой и Юрием Кузнецовым.
Музыканты записывают видео на песню «Шаланды, полные кефали» совместно с проектом «Живяком». В сентябре 2015 года группа выпускает дебютный видеоклип «Фонарики», официальный релиз которого осуществляет ELLO TV, и осенью этого же года отправляется в первый всеукраинский тур. В декабре 2015 года УМИГ МЬЮЗИК на iTunes и других музыкальных платформах осуществляет релиз авторской песни Феликса Шиндера «Одесская» - авторской песни Феликса Шиндера. В декабре этого же года группа получает премию ежегодного всеукраинского рейтинга «Народное признание» в номинации «Музыкальное открытие года». В преддверии Нового года коллектив даёт сольный концерт на сцене Одесской филармонии, который становится знаковым для группы, и собирает аншлаг.
В начале 2016 года Феликс с музыкантами отправляется на гастроли по Южной Америке и покоряют местную публику одесской музыкой.
Весной 2016 года группа выпускает второй видеоклип на песню «Аманины», премьера которого проходит на общенациональном украинском телеканале «1+1». Режиссёром этого клипа (как и дебютного клипа группы) выступает Александр Милов.
Лидер группы Феликс Шиндер ведёт собственную радиопередачу «Геволт Шиндера» на интернет-радио More.fm.
Летом того же года коллектив выпускает свой дебютный альбом «Золото Древних Одесситов». В альбоме музыканты представляют собственные обработки песен одесского городского фольклора, а также авторскую песню Феликса Шиндера «Одесская». На сайте журнала «Jazz-квадрат» выходит рецензия на дебютный альбом. На презентацию альбома в Зелёном театре Одессы собирается свыше двух тысяч зрителей.
В сентябре 2016 года УМИГ МЬЮЗИК под брендом «Деньги Вперёд» издаёт сингл «Одесский фитнес» (автор текста и исполнитель — Феликс Шиндер, аранжировка — Сергей Чупин), музыкальный стиль которого заметно отличается от традиционного направления творчества группы. В апреле 2017 года выходит клип Феликса Шиндера на песню «Одесский фитнес», премьера которого проходит на главном музыкальном телеканале Украины М1.
В мае 2017 года коллектив отправляется на гастроли по Израилю, концерты проходят с аншлагами. После возвращения из концертного турне Феликс Шиндер презентует сборник «Одесские анекдоты. Анекдот от Шиндера» в Одесском музее западного и восточного искусства.
Коллектив принимает участие в разнообразных теле- и радиопрограммах, снимается в художественных и документальных фильмах.
В 2021 Феликс Шиндер в рамках своего проекта занимается выпуском альбома «Шалом Бонжур»
Альбом становится заключительным и завершает существование музыкальной группы «Деньги Вперёд», Феликс Шиндер закрывает проект ввиду внутреннего конфликта со своими музыкантами и нежелания музыкантов развивать проект профессионально и работать над авторским материалом.

## Дискография

### Студийные альбомы
- 2016 — Золото Древних Одесситов
- 2021 — Шалом Бонжур

### Синглы
- 2015 — Одесская (Я капитан по форме, бродяга по душе...)
- 2016 — Одесский фитнес [37]
- 2015 — Фонарики (реж. Александр Милов)[40][41]
- 2016 — Аманины (реж. Александр Милов)[53]
- 2021 — Налётчик Витька Шрам

## Фильмография
- «Одесса как она есть. Люди — События» (2016, реж. Роман Волчак, Андраник Давтян, Андрей Поповиченко)[69][70]
- «Retour aux sources: François Berléand» (2016, реж. David Perrier)[71]
- «Конкурсант. Смертоносне шоу» (2016, реж. Александр Беляк)[68]
- «Гражданин Никто» (2016, реж. Владимир Янковский)[72]